# سایابک
سایابک (به فرانسوی: Sayabec) شهری در منطقه شهری لا ماتاپدیا ناحیه با-سن-لوران در استان کبک کانادا است. در سرشماری سال ۲۰۱۱ این شهر ۱٬۸۷۵ نفر جمعیت داشته‌است و مساحت آن ۱۳۰٫۲۹ کیلومتر مربع است.